# Collegio di Fareham
Fareham è stato un collegio elettorale inglese situato nell'Hampshire rappresentato alla camera dei Comuni del parlamento del Regno Unito. Eleggeva un membro del parlamento con il sistema maggioritario a turno unico; il collegio è stato abolito in occasione della revisione periodica del 2024.

## Estensione
- 1885-1918: i Municipal Boroughs di Portsmouth e Southampton, la divisione sessionale di Fareham e parte della divisione sessionale di Southampton.
- 1918-1950: i distretti urbani di Fareham, Gosport and Alverstoke, Havant e Warblington e i distretti rurali di Fareham e Havant.
- 1974-1983: il distretto urbano di Fareham.
- 1983-1997: il Borough di Fareham ad eccezione dei ward di Hill Head e Stubbington, e i ward della Città di Winchester di Boarhunt and Southwick, Curdridge, Denmead, Droxford Soberton and Hambledon, Shedfield, Swanmore, Waltham Chase e Wickham.
- 1997-2024: come sopra, ad eccezione dei ward della città di Winchester.

Il collegio comprendeva tutti i ward del borough di Fareham ad eccezione di Stubbington e Hill Head. La maggiore città del collegio, come suggerisce il nome, era Fareham, e tra le altre comunità del collegio vi erano Portchester, Locks Heath, Warsash e Titchfield.

## Membri del parlamento
| Elezione | Elezione               | Deputato              | Partito               |
| -------- | ---------------------- | --------------------- | --------------------- |
|          | 1885                   | Frederick Fitzwygram  | Conservatore          |
| 1900     | Arthur Lee             |                       | Conservatore          |
| 1918     | John Humphrey Davidson |                       | Conservatore          |
| 1931 (S) | Thomas Inskip          |                       | Conservatore          |
| 1939 (S) | Dymoke White           |                       | Conservatore          |
|          | 1950                   | Collegio abolito      | Collegio abolito      |
|          | 1974                   | Collegio ri-istituito | Collegio ri-istituito |
|          | Feb 1974               | Reginald Bennett      | Conservatore          |
| 1979     | Peter Lloyd            |                       | Conservatore          |
| 2001     | Mark Hoban             |                       | Conservatore          |
| 2015     | Suella Braverman       |                       | Conservatore          |
|          | 2024                   | Collegio abolito      | Collegio abolito      |

## Elezioni

### Elezioni negli anni 2010
| Partito                    | Partito                                   | Candidato                  | Risultati 12 dicembre 2019 | Risultati 12 dicembre 2019 |
| Partito                    | Partito                                   | Candidato                  | Voti                       | %                          |
| -------------------------- | ----------------------------------------- | -------------------------- | -------------------------- | -------------------------- |
|                            | Conservatore                              | Suella Braverman           | 36 459                     | 63,68                      |
|                            | Laburista                                 | Matthew Randall            | 10 373                     | 18,12                      |
|                            | Lib Dem                                   | Matthew Winnington         | 8 006                      | 13,98                      |
|                            | Verdi                                     | Nick Lyle                  | 2 412                      | 4,21                       |
|                            |                                           |                            |                            |                            |
| Iscritti                   | Iscritti                                  | Iscritti                   | 78 337                     | 100,00                     |
| ↳ Votanti (% su iscritti)  | ↳ Votanti (% su iscritti)                 | ↳ Votanti (% su iscritti)  | 57 250                     | 73,08                      |
| ↳ Astenuti (% su iscritti) | ↳ Astenuti (% su iscritti)                | ↳ Astenuti (% su iscritti) | 21 087                     | 26,92                      |
|                            |                                           |                            |                            |                            |
|                            | Esito: collegio confermato a Conservatore |                            |                            |                            |

| Partito                    | Partito                                   | Candidato                  | Risultati 8 giugno 2017 | Risultati 8 giugno 2017 |
| Partito                    | Partito                                   | Candidato                  | Voti                    | %                       |
| -------------------------- | ----------------------------------------- | -------------------------- | ----------------------- | ----------------------- |
|                            | Conservatore                              | Suella Fernandes           | 35 915                  | 62,99                   |
|                            | Laburista                                 | Matthew Randall            | 14 360                  | 25,19                   |
|                            | Lib Dem                                   | Matthew Winnington         | 3 896                   | 6,83                    |
|                            | UKIP                                      | Tony Blewett               | 1 541                   | 2,70                    |
|                            | Verdi                                     | Miles Grindey              | 1 302                   | 2,28                    |
|                            |                                           |                            |                         |                         |
| Iscritti                   | Iscritti                                  | Iscritti                   | 78 857                  | 100,00                  |
| ↳ Votanti (% su iscritti)  | ↳ Votanti (% su iscritti)                 | ↳ Votanti (% su iscritti)  | 57 014                  | 72,30                   |
| ↳ Astenuti (% su iscritti) | ↳ Astenuti (% su iscritti)                | ↳ Astenuti (% su iscritti) | 21 843                  | 27,70                   |
|                            |                                           |                            |                         |                         |
|                            | Esito: collegio confermato a Conservatore |                            |                         |                         |

| Partito                    | Partito                                   | Candidato                  | Risultati 7 maggio 2015 | Risultati 7 maggio 2015 |
| Partito                    | Partito                                   | Candidato                  | Voti                    | %                       |
| -------------------------- | ----------------------------------------- | -------------------------- | ----------------------- | ----------------------- |
|                            | Conservatore                              | Suella Fernandes           | 30 689                  | 56,10                   |
|                            | UKIP                                      | Malcolm Jones              | 8 427                   | 15,41                   |
|                            | Laburista                                 | Stuart Rose                | 7 800                   | 14,26                   |
|                            | Lib Dem                                   | Matthew Winnington         | 4 814                   | 8,80                    |
|                            | Verdi                                     | Miles Grindey              | 2 129                   | 3,89                    |
|                            | Indipendente                              | Nick Gregory               | 705                     | 1,29                    |
|                            | Indipendente                              | Harvey Hines               | 136                     | 0,25                    |
|                            |                                           |                            |                         |                         |
| Iscritti                   | Iscritti                                  | Iscritti                   | 77 259                  | 100,00                  |
| ↳ Votanti (% su iscritti)  | ↳ Votanti (% su iscritti)                 | ↳ Votanti (% su iscritti)  | 54 700                  | 70,80                   |
| ↳ Astenuti (% su iscritti) | ↳ Astenuti (% su iscritti)                | ↳ Astenuti (% su iscritti) | 22 559                  | 29,20                   |
|                            |                                           |                            |                         |                         |
|                            | Esito: collegio confermato a Conservatore |                            |                         |                         |

| Partito                    | Partito                                   | Candidato                  | Risultati 6 maggio 2010 | Risultati 6 maggio 2010 |
| Partito                    | Partito                                   | Candidato                  | Voti                    | %                       |
| -------------------------- | ----------------------------------------- | -------------------------- | ----------------------- | ----------------------- |
|                            | Conservatore                              | Mark Hoban                 | 30 037                  | 55,27                   |
|                            | Lib Dem                                   | Alex Bentley               | 12 945                  | 23,82                   |
|                            | Laburista                                 | James Carr                 | 7 719                   | 14,20                   |
|                            | UKIP                                      | Steve Richards             | 2 235                   | 4,11                    |
|                            | Verdi                                     | Peter Doggett              | 791                     | 1,46                    |
|                            | Democratici                               | Joe Jenkins                | 618                     | 1,14                    |
|                            |                                           |                            |                         |                         |
| Iscritti                   | Iscritti                                  | Iscritti                   | 75 900                  | 100,00                  |
| ↳ Votanti (% su iscritti)  | ↳ Votanti (% su iscritti)                 | ↳ Votanti (% su iscritti)  | 54 345                  | 71,60                   |
| ↳ Astenuti (% su iscritti) | ↳ Astenuti (% su iscritti)                | ↳ Astenuti (% su iscritti) | 21 555                  | 28,40                   |
|                            |                                           |                            |                         |                         |
|                            | Esito: collegio confermato a Conservatore |                            |                         |                         |

### Elezioni negli anni 2000
| Partito                    | Partito                                   | Candidato                  | Risultati 5 maggio 2005 | Risultati 5 maggio 2005 |
| Partito                    | Partito                                   | Candidato                  | Voti                    | %                       |
| -------------------------- | ----------------------------------------- | -------------------------- | ----------------------- | ----------------------- |
|                            | Conservatore                              | Mark Hoban                 | 24 151                  | 49,72                   |
|                            | Laburista                                 | James Carr                 | 12 449                  | 25,63                   |
|                            | Lib Dem                                   | Richard de Ste-Croix       | 10 551                  | 21,72                   |
|                            | UKIP                                      | Peter Mason-Apps           | 1 425                   | 2,93                    |
|                            |                                           |                            |                         |                         |
| Iscritti                   | Iscritti                                  | Iscritti                   | 72 609                  | 100,00                  |
| ↳ Votanti (% su iscritti)  | ↳ Votanti (% su iscritti)                 | ↳ Votanti (% su iscritti)  | 48 576                  | 66,90                   |
| ↳ Astenuti (% su iscritti) | ↳ Astenuti (% su iscritti)                | ↳ Astenuti (% su iscritti) | 24 033                  | 33,10                   |
|                            |                                           |                            |                         |                         |
|                            | Esito: collegio confermato a Conservatore |                            |                         |                         |

| Partito                    | Partito                                   | Candidato                  | Risultati 7 giugno 2001 | Risultati 7 giugno 2001 |
| Partito                    | Partito                                   | Candidato                  | Voti                    | %                       |
| -------------------------- | ----------------------------------------- | -------------------------- | ----------------------- | ----------------------- |
|                            | Conservatore                              | Mark Hoban                 | 21 389                  | 47,06                   |
|                            | Laburista                                 | James Carr                 | 14 380                  | 31,64                   |
|                            | Lib Dem                                   | Hugh Pritchard             | 8 503                   | 18,71                   |
|                            | UKIP                                      | William O’Brien            | 1 175                   | 2,59                    |
|                            |                                           |                            |                         |                         |
| Iscritti                   | Iscritti                                  | Iscritti                   | 71 570                  | 100,00                  |
| ↳ Votanti (% su iscritti)  | ↳ Votanti (% su iscritti)                 | ↳ Votanti (% su iscritti)  | 45 447                  | 63,50                   |
| ↳ Astenuti (% su iscritti) | ↳ Astenuti (% su iscritti)                | ↳ Astenuti (% su iscritti) | 26 123                  | 36,50                   |
|                            |                                           |                            |                         |                         |
|                            | Esito: collegio confermato a Conservatore |                            |                         |                         |

## Risultati dei referendum

### Referendum sulla permanenza del Regno Unito nell'Unione europea del 2016
|             | Collegio | Lasciare UE % | Rimanere in UE % |
| ----------- | -------- | ------------- | ---------------- |
|             | Fareham  | 55,4%         | 44,6%            |
| Inghilterra | 53,3%    | 46,7%         |                  |
| Regno Unito | 51,9%    | 48,1%         |                  |